# Sumario 18/98
El sumario 18/98, más conocido como macrosumario 18/98, es el sumario por el cual el junio del año 1998 el juzgado de instrucción número 5 de la Audiencia Nacional emprende una persecución del entramado de ETA. Se persigue la desarticulación de personas y entidades que se considera que dan apoyo económico o difunden la ideología del grupo armado.

## Operaciones policiales
El juez Baltasar Garzón ordenó la detención de 76 personas; asimismo fueron intervenidas judicialmente ocho empresas privadas y la coordinadora AEK de alfabetización y enseñanza del euskera a adultos; se ilegalizaron las entidades de carácter político KAS, Ekin y Xaki; y se clausuraron los medios de comunicación Egin y Egin Irratia.

## Proceso judicial
El 19 de diciembre del 2007 la Audiencia Nacional, encabezada por los magistrados Ángela Murillo, Luis Martínez de Salinas y Nicolás Poveda, ratificaron las tesis defendidas por el juez Baltasar Garzón y el fiscal Enrique Molina, condenando a 47 personas por integración o colaboración con ETA.
El 26 de mayo del 2009 el Tribunal Supremo comunicó a la Audiencia Nacional la absolución de nueve de los condenados y rebajó las penas del resto. Asimismo dejó sin efecto la declaración de ilicitud y disolución de Orain, empresa parcialmente propietaria de Egin y Egin Irratia.